# 丸岡藩砲台跡

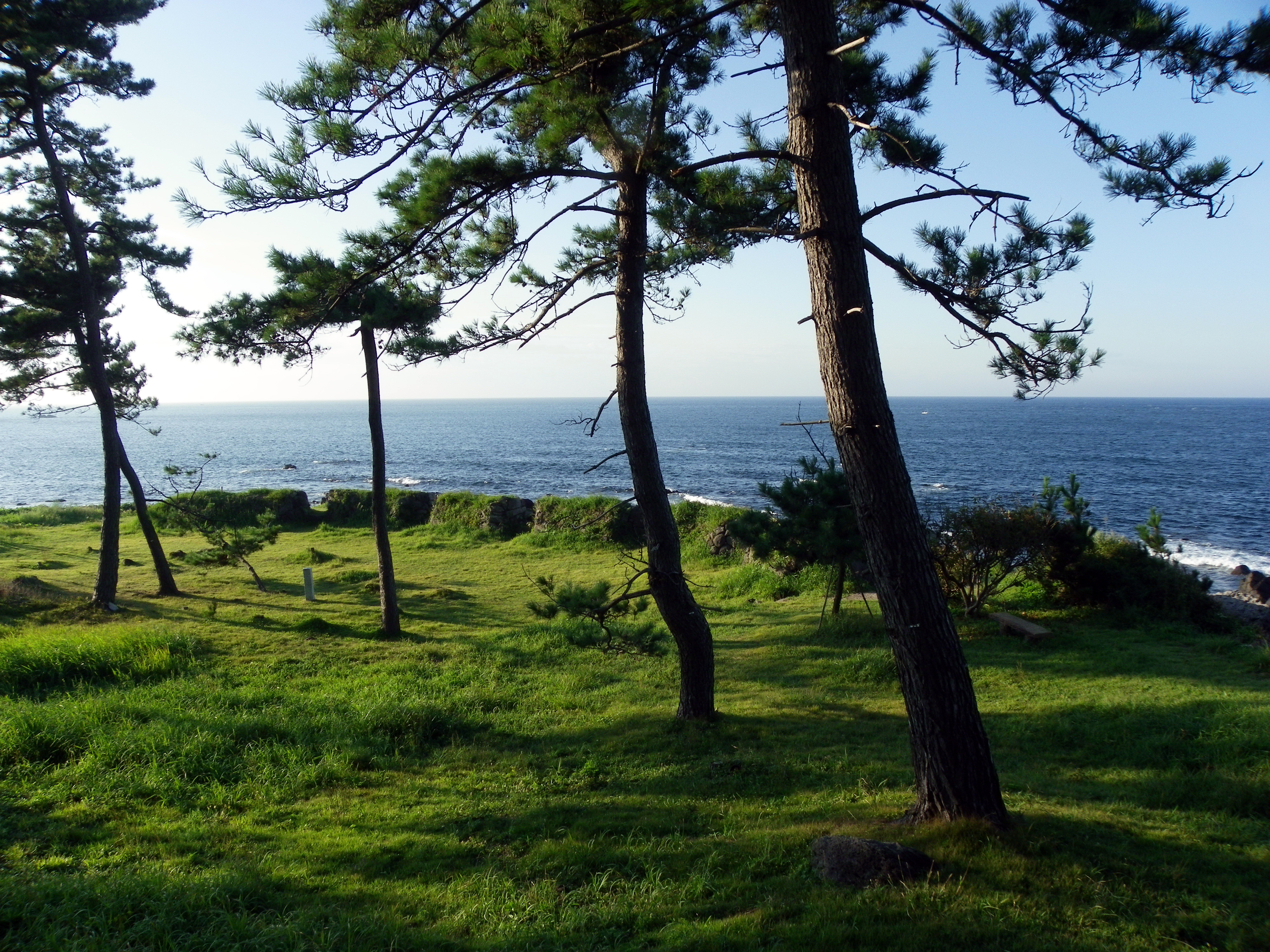
丸岡藩 砲台跡

丸岡藩砲台跡（まるおかはんほうだいあと）は、福井県坂井市三国町の梶にある砲台跡。梶台場（かじだいば）ともいう。国の史跡に指定されている。

## 概要
幕末の嘉永5年（1852年）、丸岡藩の砲術家栗原源左衛門によって作られた砲台の跡。ペリー率いるアメリカ艦隊が浦賀に来航する前年のことである。
丸岡藩では後に藩主・有馬道純自らが西洋流砲術家の江川太郎左衛門に入門している。また藩士も大野藩の学問所「洋学館」に砲術修業のため入学している。

## 建築概要

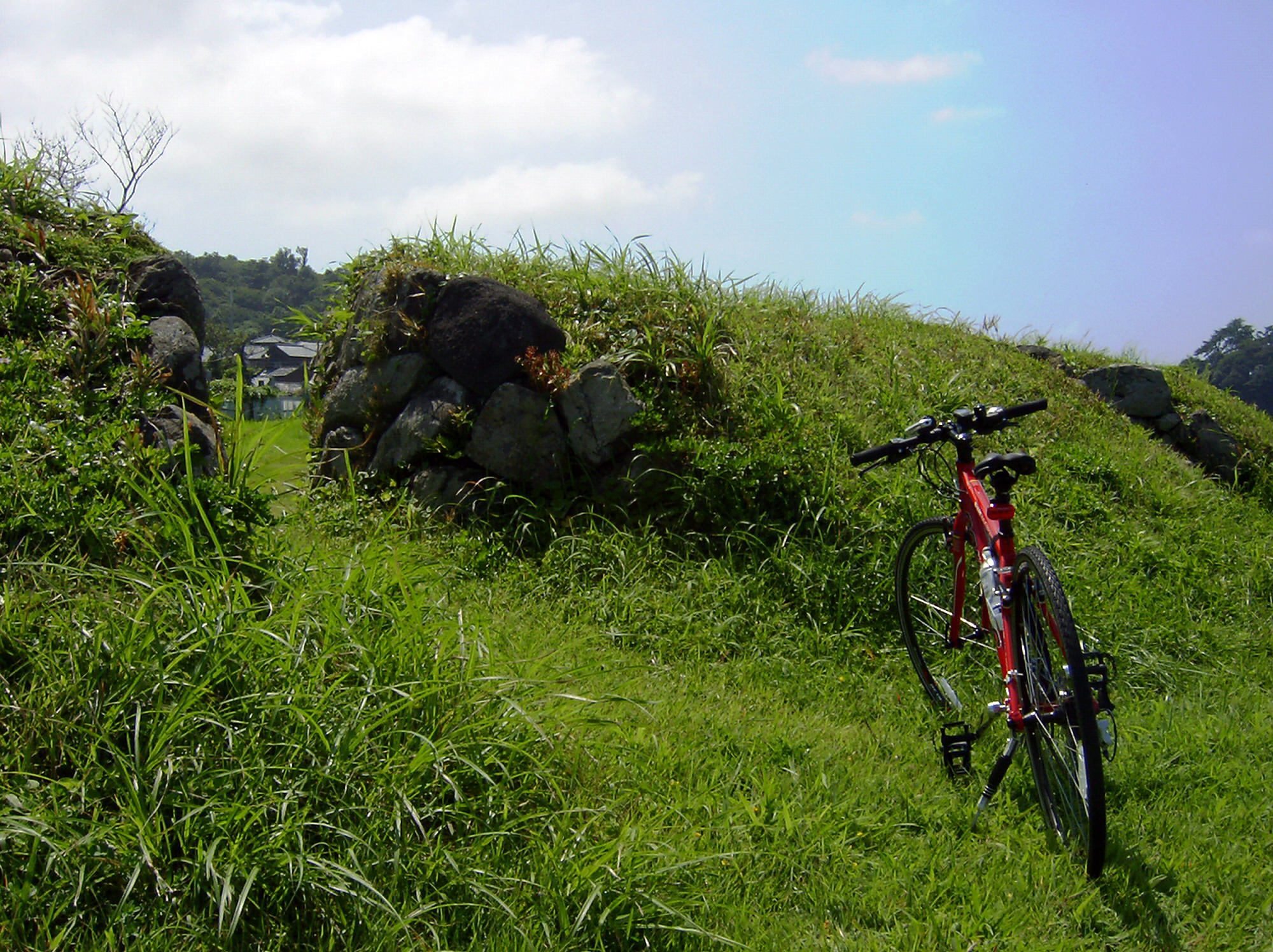
砲眼の様子

高さ1.8m、長さ33mの石垣でつくられた胸墻に5つの砲眼を設けている。

## 周辺情報
- 越前松島水族館
- 東尋坊